# Chu trình giao tiếp đóng kín
Giao tiếp chu trình đóng kín hay giao tiếp vòng kín là một kỹ thuật truyền tải thông tin được sử dụng để tránh sự hiểu lầm.
Khi người ra thông điệp truyền tải một tin nhắn, người nhận tin tức sẽ lặp lại thông điệp đã nghe được. Sau đó người phát xác nhận tin nhắn; thường sẽ sử dụng từ “đúng rồi”. Nếu người nhận lặp lại tin nhắn không chính xác, người phát sẽ nói “sai rồi” (hoặc một phản hồi tương tự) rồi sau đó lặp lại tin nhắn đúng. Nếu người phát, hay còn gọi là người gửi tin nhắn, không nhận được hồi âm, anh ta phải lặp lại thông điệp cho đến khi người nhận bắt đầu đóng vòng giao tiếp. Để thu hút sự chú ý của người nhận, người phát thông điệp có thể sử dụng tên người nhận hoặc chức nghiệp của người nhận, chạm vào vai của họ, v.v.